# 667 Denise
667 Denise este un asteroid din centura principală, descoperit pe 23 iulie 1908, de August Kopff.